# Lista över fornlämningar i Kristianstads kommun (Gustav Adolf)
Lista över fornlämningar i Kristianstads kommun (Gustav Adolf) är en förteckning av ett urval av de fornlämningar som finns i Gustav Adolf i Kristianstads kommun.
| Namn                               | Lämningstyp             | Tillkomsttid | Historisk indelning | Plats | Läge                 | ID-nr          | Bild                                      |
| ---------------------------------- | ----------------------- | ------------ | ------------------- | ----- | -------------------- | -------------- | ----------------------------------------- |
| Gustav Adolf 3:1                   | Hällristning            |              | Gustav Adolf, Skåne |       | 56.017274, 14.264332 | 10105500030001 | Ladda upp en bild av detta fornminne      |
| Gustav Adolf 3:2                   | Hällristning            |              | Gustav Adolf, Skåne |       | 56.017057, 14.264519 | 10105500030002 | Ladda upp en bild av detta fornminne      |
| Stenadansen (Gustav Adolf 4:1)     | Stenkammargrav          |              | Gustav Adolf, Skåne |       | 56.023359, 14.247307 | 10105500040001 | Ladda upp en till bild av detta fornminne |
| Gustav Adolf 4:2                   | Hällristning            |              | Gustav Adolf, Skåne |       | 56.023363, 14.247306 | 10105500040002 | Ladda upp en bild av detta fornminne      |
| Dösabacken (Gustav Adolf 5:1)      | Stenkammargrav          |              | Gustav Adolf, Skåne |       | 56.022386, 14.247360 | 10105500050001 | Ladda upp en bild av detta fornminne      |
| Gustav Adolf 6:1                   | Hög                     |              | Gustav Adolf, Skåne |       | 56.021317, 14.243329 | 10105500060001 | Ladda upp en bild av detta fornminne      |
| Pestbacken (Gustav Adolf 7:1)      | Begravningsplats        |              | Gustav Adolf, Skåne |       | 56.014336, 14.256359 | 10105500070001 | Ladda upp en bild av detta fornminne      |
| Gustav Adolf 9:1                   | Stensättning            |              | Gustav Adolf, Skåne |       | 56.025320, 14.240437 | 10105500090001 | Ladda upp en bild av detta fornminne      |
| Korshögabacken (Gustav Adolf 11:1) | Hög                     |              | Gustav Adolf, Skåne |       | 56.017988, 14.240990 | 10105500110001 | Ladda upp en bild av detta fornminne      |
| Gustav Adolf 35:1                  | Hög                     |              | Gustav Adolf, Skåne |       | 56.022803, 14.236818 | 10105500350001 | Ladda upp en bild av detta fornminne      |
| Gustav Adolf 51:1                  | Grav- och boplatsområde |              | Gustav Adolf, Skåne |       | 56.010076, 14.244642 | 10105500510001 | Ladda upp en bild av detta fornminne      |